# Den långe blonde med en svart doja
Den långe blonde med en svart doja (franska: Le Grand Blond avec une chaussure noire) är en fransk komedifilm från 1972 i regi av Yves Robert. Huvudrollerna spelas av Pierre Richard, Bernard Blier, Jean Rochefort och Mireille Darc.
Filmen vann Silverbjörnen på den 23:e Filmfestivalen i Berlin 1973. Den var nominerad till "Best Foreign Film" vid National Board of Review 1973.

## Rollista
- Pierre Richard – François Perrin
- Bernard Blier – Bernard Milan
- Jean Rochefort – Colonel Louis Toulouse
- Mireille Darc – Christine
- Tania Balachova – mor till Louis Toulouse
- Jean Carmet – Maurice Lefebvre
- Colette Castel – Paulette Lefebvre
- Paul Le Person – Perrache
- Jean Obé – Botrel
- Robert Castel – "Georghiu"
- Jean Saudray – Poucet
- Roger Caccia – Monsieur Boudart
- Arlette Balkis – Madame Boudart
- Robert Dalban – den falska leverantören
- Jean Bouise – minister